# Annabel Chong
Pour les articles homonymes, voir Chong.
Annabel Chong, née le 22 mai 1972 à Singapour (de son vrai nom Grace Quek, en chinois 郭盈恩), est une actrice de films pornographiques nord-américaine.

## Biographie
Elle passe sa jeunesse à Singapour. Elle étudie ensuite le droit à Londres. À l'âge de 21 ans elle subit un viol collectif dans le métro de la ville. Peu de temps après elle quitte l'Angleterre pour les États-Unis, plus précisément pour la Californie où elle étudie la sociologie à l'université du Sud de la Californie. En parallèle, elle commence à poser nue pour des magazines de charme en répondant à des annonces passant dans les journaux.
Elle rencontre alors le réalisateur John T. Bone qui remarque son penchant pour les pratiques sexuelles extrêmes. Sa carrière d'actrice porno est lancée, plus par envie et curiosité que par besoin. Dans I Can't Believe I Did the Whole Team et Anal Queen (deux films de John T. Bone, 1994), elle montre d'impressionnantes dispositions (souplesse, élasticité) pour les rapports anaux avec plusieurs hommes. Elle accepte toutes les fantaisies des réalisateurs ou presque. Elle est, entre autres, une pionnière de la triple pénétration.
Toujours avec John T. Bone, elle tourne en 1995 The World's Biggest Gang Bang où elle bat le record du monde de gang bang : 251 rapports avec 80 hommes différents en quelques heures, dont notamment le célèbre John Bob. Le plateau, à Hollywood, reconstitue une arène romaine. Annabel est au centre, allongée sur un lit, alors que les participants font la queue devant la scène. Par groupe de cinq, les participants montent sur la scène et s'occupent d'Annabel. Elle est alors pénétrée vaginalement, analement, et effectue en même temps des fellations. Des préservatifs sont fournis mais certains participants passent à travers les mailles du filet et les acteurs professionnels ne sont pas obligés d'en porter.
Après 250 rapports, Annabel décide d'arrêter sur ce chiffre car le nombre excessif de rapports lui fait ressentir des douleurs dans son vagin et son anus. Pourtant, elle réussit à convaincre Ron Jeremy d'être le dernier participant, portant ainsi son record à 251. Elle devait toucher $ 10 000 pour cette prestation mais les producteurs ne lui ont jamais versé cette somme, ce qui fit dire à la jeune femme : « Je me suis fait sodomiser une fois de plus ! » Ce record fut battu en 1996 par Jasmin St. Claire.
Le documentaire "Sex: The Annabel Chong Story" de Gough Lewis sorti en 1999 au Sundance Film Festival est nommé dans la section Grand Prix du Jury. Le documentaire raconte la jeunesse sombre d'Annabel Chong à Londres, quand celle-ci est passée par des phases de dépression, d'automutilation et de prise de drogues.